# Livingstone
Pour les articles homonymes, voir Livingstone (homonymie).
Livingstone, ou Maramba est une ville située au Sud de Zambie, en Afrique australe, dans la province méridionale. Jusqu'en 1935, elle était la capitale de la Zambie (à l'époque, la Rhodésie du Nord). Située à 10 km au nord du Zambèze, elle est un centre d'attraction touristique, étant proche des chutes Victoria. C'est une ville frontalière avec des connexions routières et ferroviaires avec le Zimbabwe, de l'autre côté des chutes Victoria. Ville historique de l'Empire britannique, sa population était de 134 349 habitants lors du recensement de 2010. Elle doit son nom à David Livingstone, explorateur et missionnaire écossais qui fut le premier Européen à explorer la région.

## Histoire pré-coloniale
Mukuni, à 9,6 km au sud-est de l'actuelle Livingstone, était le plus grand village de la région avant la fondation de cette ville. Ses habitants, de l'ethnie Baleya, originaires de la culture Rozvi du Zimbabwe, ont été conquis par le chef Mukuni, venu de l'actuelle République démocratique du Congo au XVIe siècle. Un autre groupe de Baleya, dirigé par le chef Sekute, vivait près de la rivière à l'ouest de la ville. Le peuple prédominant de la région était cependant les Bakota du chef Musokotwane basé à Senkobo, à 30 km au nord. Il s'agit d'un peuple issu du peuple Tonga, mais ils sont culturellement et linguistiquement similaires aux Baleya.

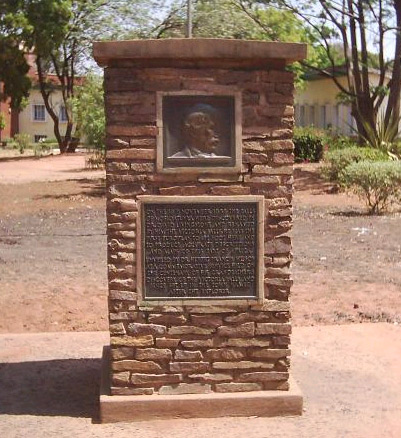
Mémorial en l'honneur de David Livingstone

Les Subiya payaient un tribut aux Lozi de Barotseland mais en 1838, les Kololo, une tribu Sotho d'Afrique du Sud déplacée par les guerres zouloues (en), ont migré vers le nord et dominer les Lozi. Les Kololo placent les chefs du peuple Subia (en) de Sesheke, qui leur est subordonné, au-dessus des Tokaleya. En 1855, le voyageur missionnaire écossais David Livingstone est le premier Européen à qui le chef Subiya-Kololo Sekeletu fait découvrir le Zambèze dans les environs de Livingstone, pour voir les chutes Victoria.

## Histoire coloniale
Dans les années 1890, la British South Africa Company de Cecil Rhodes établit la domination britannique au nord du Zambèze et lance une vague de prospections et d'explorations minières, tout en recherchant d'autres ressources, telles que le bois, l'ivoire et les peaux animales dans un territoire appelé Rhodésie du Nord-Ouest. Le principal point de passage du Zambèze se situe au-dessus des chutes, à Old Drift, d'abord en pirogue, puis en bateau propulsé par huit pagayeurs lozis, ou en barge tractée par un câble d'acier. La formation de Batoka (en), la vallée profonde et les gorges du Zambèze moyen (aujourd'hui inondé par le barrage de Kariba) font qu'il n'y a pas de meilleur point de passage entre les chutes et les gorges de Kariba (en) à 483 km au nord-est. Le passage d'Old Drift étant fréquemment utilisé, une colonie britannique s'y installe et, vers 1897, elle devient la première municipalité du pays, parfois appelée « vieux Livingstone ». Sa proximité avec les zones de reproduction des moustiques provoque des décès dus à la malaria. Après 1900, les Européens s'installent sur un terrain plus élevé, connu sous le nom de Constitution Hill ou Sandbelt Post Office, et lorsque cette zone devient une ville, elle est baptisée « Livingstone » en l'honneur de l'explorateur.
Au milieu des années 1890, la Rhodesia Railways (en) atteint Bulawayo en Rhodésie du Sud, stimulant le développement industriel, alimenté par les mines de charbon de Hwange (alors appelée Wankie), à 110 km au sud-est de Mosi-oa-Tunya (les chutes Victoria). Le chemin de fer est prolongé jusqu'à Hwange pour le charbon, mais la vision de Rhodes était de continuer à pousser vers le nord pour étendre l'Empire britannique, et il aurait construit le chemin de fer jusqu'au Caire s'il avait pu. En 1904, le chemin de fer atteint les chutes du côté sud et la construction du pont des chutes Victoria commence. Trop impatient pour attendre son achèvement, Rhodes fait construire la ligne de Livingstone à Kalomo et les opérations commencent quelques mois avant le pont en utilisant une seule locomotive qui est transportée en pièces détachées par un téléphérique temporaire à travers la gorge à côté du site de construction du pont.
La ville est fondée en 1905. La British South Africa Company y transfère la capitale du territoire en 1907. En 1911, la compagnie fusionne le territoire avec la Rhodésie du Nord-Est pour former la Rhodésie du Nord. Livingstone prospère grâce à sa position de porte d'entrée pour le commerce entre les rives nord et sud du Zambèze, ainsi que grâce à l'agriculture dans la province méridionale et à la production commerciale de bois dans les forêts situées au nord-ouest. Un certain nombre de bâtiments coloniaux ont été construits et subsistent encore aujourd'hui. Bien que la capitale ait été déplacée à Lusaka en 1935 pour être plus proche du centre économique de la Copperbelt, les industries basées sur le bois, les peaux, le tabac, le coton (y compris les textiles) et d'autres produits agricoles se développent. Une centrale hydroélectrique est construite en utilisant l'eau de la cataracte orientale des chutes. La ville de Victoria Falls en Rhodésie du Sud s'occupe du tourisme, mais de nombreuses fournitures sont achetées à Livingstone.
De toutes les villes de Rhodésie du Nord, la ville coloniale de Livingstone a pris le caractère le plus britannique. Entourée d'un grand nombre de villages africains, elle présentait une ségrégation fortement marquée qui, bien que n'étant pas officiellement consacrée comme une politique d'apartheid, avait des effets pratiques similaires. Les zones nord et ouest de la ville et le centre-ville étaient réservées au gouvernement colonial, aux entreprises appartenant à des Blancs et aux zones résidentielles associées, tandis que les townships africains tels que Maramba (nommée d'après la petite rivière Maramba qui coule à proximité) se trouvaient à l'est et au sud et étaient habités par des domestiques, des artisans, ainsi que par un grand nombre de familles noires qui ne travaillaient pas et qui souffraient de dépendance à l'égard de l'aide sociale. Les Asiatiques et les métis possédaient des entreprises au milieu sur le côté est du centre.
Alors que le gouvernement britannique commence à discuter publiquement de l'indépendance et que l'on entend parler du génocide à grande échelle de colons blancs dans le Congo belge voisin, de nombreux résidents blancs craignent d'être abandonnés par le gouvernement colonial britannique. Par conséquent, beaucoup ont commencé à migrer vers le sud, vers la Rhodésie du Sud ou l'Afrique du Sud. Lorsque la Rhodésie du Nord obtient son indépendance sous le nom de Zambie, de nombreux Blancs continuent à partir. À la fin de la domination britannique en 1964, les Africains se retrouvent dans un pays où il n'y a que 100 diplômés noirs, presque tous en sciences sociales, de l'université de Fort Hare en Afrique du Sud,. En 1968, un État à parti unique est mis en place et saisit la plupart des biens non-noirs restants, en particulier ceux des Blancs,. En conséquence, la plupart des Rhodésiens du Nord restants sont partis après l'annonce d'une politique officielle de nationalisation en Zambie,.

## Depuis l'indépendance
Certains bâtiments civils coloniaux ont été détruits et remplacés par une architecture africaine (en), bien que Livingstone ait servi de décor à une ville rhodésienne des années 1950 dans le film de 1981 The Grass Is Singing (en) (adapté du roman de Doris Lessing du même nom)
. Dans le même temps, une importante injection de fonds du gouvernement britannique à la Zambie au moment de l'indépendance est partiellement utilisée dans le cadre du programme Livingstone,. La ville connaît un déclin économique dans les années 1970, dû en partie à la renationalisation des industries, et en partie à la fermeture de la frontière avec la Rhodésie, d'abord par le gouvernement zambien, puis par les autorités rhodésiennes.
Depuis le début du XXIe siècle, Livingstone connaît une résurgence du tourisme et est devenue la destination privilégiée pour visiter les chutes Victoria. Elle bénéficie d'un afflux d'investissements dans le secteur, de chaînes hôtelières modernes comme Sun International (en), à quelques centres commerciaux et restaurants modernes. Outre le tourisme, l'autre espoir de Livingstone est le développement stimulé par le Walvis Bay Corridor avec l'ouverture du pont Katima Mulilo et l'achèvement de l'autoroute Trans-Caprivi (en) à 200 km à l'ouest, qui fait transiter davantage d'échanges commerciaux par la ville,,.

## Climat
Livingstone a un climat semi-aride (classification de Köppen : BSh) avec des saisons humides chaudes et pluvieuses, des saisons pré-humides très chaudes et des saisons sèches douces avec de grandes différences de température entre le jour et la nuit.
| Mois                                | jan.  | fév.  | mars  | avril | mai   | juin | jui. | août  | sep. | oct. | nov. | déc.  | année   |
| ----------------------------------- | ----- | ----- | ----- | ----- | ----- | ---- | ---- | ----- | ---- | ---- | ---- | ----- | ------- |
| Température minimale moyenne (°C)   | 18,9  | 18,6  | 17,6  | 14,8  | 10,1  | 6,7  | 6,3  | 9,2   | 14,2 | 18,2 | 19,1 | 18,9  | 14,4    |
| Température moyenne (°C)            | 23,6  | 23,2  | 23,1  | 21,9  | 18,9  | 16   | 16,1 | 19,3  | 23,9 | 26,2 | 25,1 | 23,6  | 21,7    |
| Température maximale moyenne (°C)   | 30    | 29,7  | 30,3  | 29,9  | 28    | 25,6 | 25,5 | 28,4  | 32,5 | 34   | 32,6 | 30,4  | 29,7    |
| Record de froid (°C)                | 10,5  | 11,9  | 10,9  | 4,3   | 1     | −3,7 | −3   | −1,7  | 1    | 8,1  | 12,2 | 10,8  | −3,7    |
| Record de chaleur (°C)              | 39,8  | 38    | 43,6  | 37    | 36    | 32,4 | 32,5 | 36    | 38,8 | 40,9 | 41,1 | 39,5  | 43,6    |
| Ensoleillement (h)                  | 213,9 | 196   | 251,1 | 273   | 303,8 | 288  | 310  | 319,3 | 297  | 279  | 228  | 207,7 | 3 166,8 |
| Précipitations (mm)                 | 173,7 | 141,1 | 79,5  | 24    | 6     | 0,6  | 0,2  | 0,5   | 1,8  | 24,8 | 70,4 | 169,1 | 691,7   |
| Nombre de jours avec précipitations | 16    | 14    | 9     | 3     | 0     | 0    | 0    | 0     | 0    | 4    | 11   | 16    | 73      |
| Humidité relative (%)               | 74,8  | 77,3  | 72,2  | 65,1  | 57,7  | 55   | 51,8 | 43,3  | 35,1 | 41,7 | 55,2 | 71    | 58,4    |

## Transport

### Air

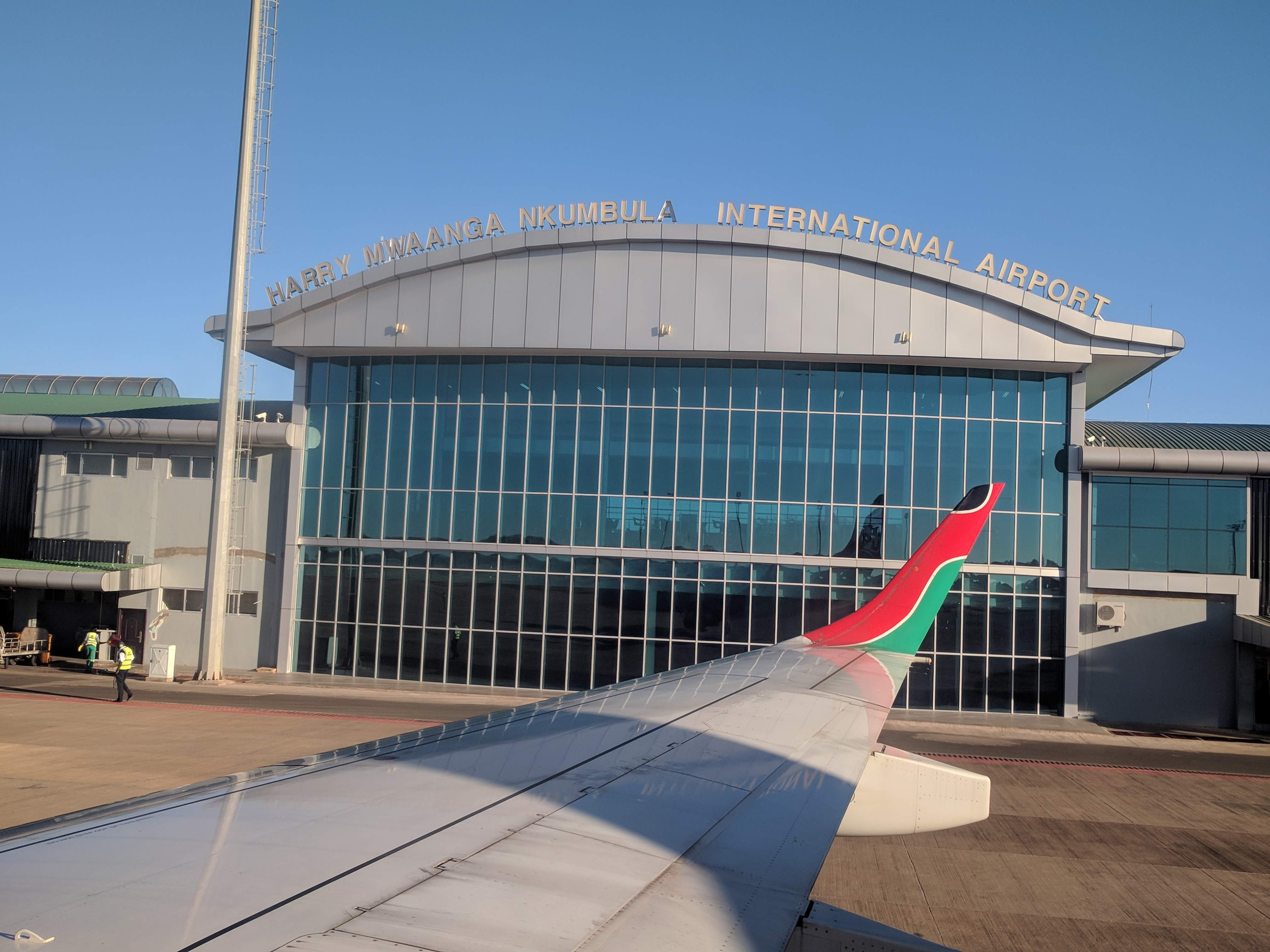
Terminal principal de l'aéroport international Harry Mwanga Nkumbula

La ville est desservie par l'aéroport international Harry Mwanga Nkumbula, qui reçoit les vols intérieurs de Lusaka et assure la liaison avec plusieurs villes internationales, dont Johannesbourg, Le Cap, Mbombela et Nairobi.

### Chemin de fer
La ville est desservie par les sections opérationnelles du chemin de fer Le Cap – Le Caire, qui la relient à Lusaka au nord-est et à Bulawayo au sud-est. Le chemin de fer vers Lusaka portre également le nom de Zambia Railways. Le chemin de fer de Mulobezi (en) relie Livingstone à l'industrie du bois de Mulobezi (en) à l'ouest,.

### Routes
La route Lusaka-Livingstone (en) (T1) relie Livingstone à Kalomo, Choma, et à la capitale nationale (Lusaka) au nord-est. Cette route est reliée également au sud, traversant le Zimbabwe par le pont des chutes Victoria, (devenant la route A8 (en) du côté zimbabwéen et passant par Victoria Falls avant de rejoindre Bulawayo).
La route M10 (en) relie à l'ouest Kazungula (où le pont de Kazungula, anciennement le bac de Kazungula (en), rejoint la frontière avec le Botswana) et à Sesheke (où elle traverse le Zambèze par le pont Katima Mulilo et atteint la ville de Katima Mulilo de l'autre côté de la frontière namibienne. Cette route entre Livingstone et le pont de Katima Mulilo fait partie de la route de développement Walvis Bay-Ndola-Lubumbashi (en). La M10 relie également Senanga et Mongu.

## Lieux de culte
Parmi les lieux de culte, il y a principalement des églises et des temples chrétiens : Diocèse de Livingstone (Église catholique), United Church in Zambia (Communion mondiale d'Églises réformées), Reformed Church in Zambia (Communion mondiale d'Églises réformées), Baptist Union of Zambia (Alliance baptiste mondiale), Assemblées de Dieu . Il y a aussi des lieux de culte musulmans et hindous. Auparavant, Livingston accueillait une forte communauté juive.

## Culture

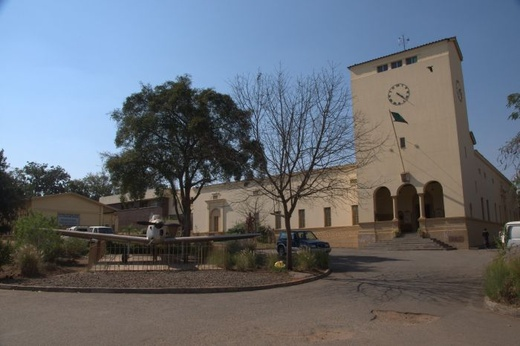
Musée de Livingstone

La ville a plusieurs musées, dont le Musée de Livingstone (archéologie, ethnographie et histoire, le musée contient également une collection de souvenirs relatifs à David Livingstone), le Maramba Cultural Museum (danses et chants traditionnels, costumes), le Railway Museum et le Victoria Falls Field Museum (en) (géologie et archéologie autour des chutes),

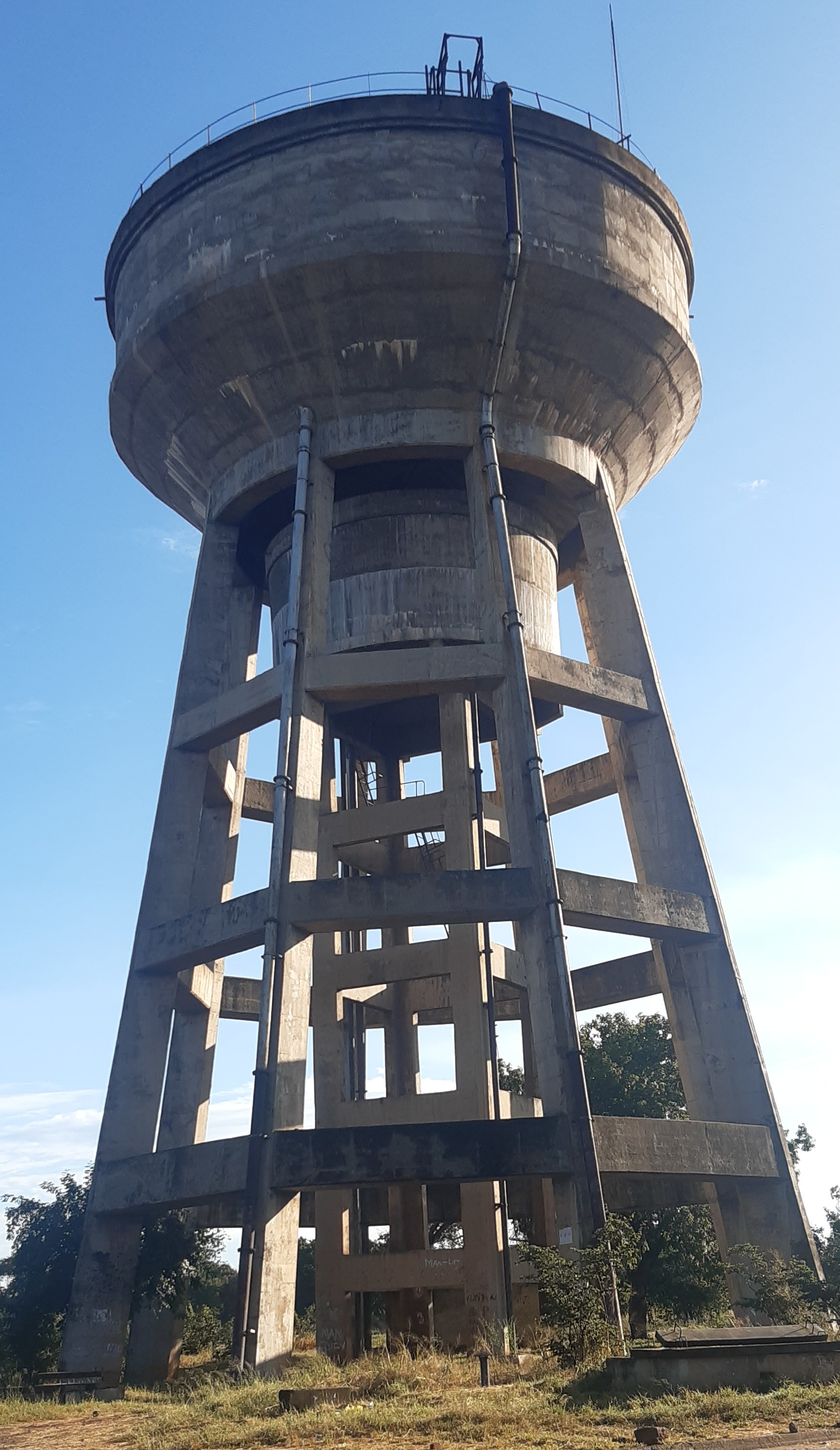
Livingstone Water Tank

.

## Parcs naturels
Le parc national de Mosi-oa-Tunya (66 km²) voisine la ville et les chutes. Des éléphants, girafes, hippopotames et les seuls rhinocéros blancs de Zambie peuvent y être observés.

## Jumelages
Livingstone est jumelée avec :
- Funchal, Portugal[33] ;
- Santa Fe, États-Unis[34].